# Sint-Jan Chrysostomoskerk
De Sint-Jan Chrysostomoskerk of Sint-Johannes Chrysostomoskerk (Frans: Église Saint-Jean Chrysostome) is een kerkgebouw van de Melkitische Grieks-Katholieke Kerk in de Belgische gemeente Etterbeek in het Brussels Hoofdstedelijk Gewest. De kerk staat aan de Morgenlandstraat 41 in het westen van de gemeente Etterbeek.
De kerk is gewijd aan Johannes Chrysostomus.

## Gebouw
Het bakstenen kerkgebouw is opgetrokken op een rechthoekig plattegrond, gedekt door een zadeldak. Het gebouw heeft een lage kerktoren die in de frontgevel naast de lengteas is geplaatst. In de kerktoren bevindt zich het toegangsportaal en wordt gedekt door een tentdak.